# Prowincja Sisaket
Sisaket (taj. ศรีสะเกษ) – jedna z prowincji (changwat) Tajlandii. Sąsiaduje z prowincjami Surin, Roi Et, Yasothon i Ubon Ratchathani oraz kambodżańską prowincją Preah Vihear. W języku tajskim Sisaket oznacza głowę.